# Майское (Киреевский район)
Майское — село в Киреевском районе Тульской области России.
В рамках административно-территориального устройства входит в Богучаровский сельский округ Киреевского района, в рамках организации местного самоуправления включается в сельское поселение Богучаровское.

## География
Расположен в 11 км к юго-западу от города Киреевска. 

## История
В 1961 году указом Президиума Верховного Совета РСФСР село Кобелево переименована в Майское.

## Население
| 2002 | 2010 |
| ---- | ---- |
| 338  | ↘300 |